# مورتال شيل
مورتال شيل (بالإنجليزية: Mortal Shell)‏ هي لعبة فيديو من نوع أكشن تقمص إدوار، اللعبة من تطوير شركة كولد سيميتراي ومن نشر شركة بلاي ستاك، صدرت اللعبة في 18 أغسطس 2020 على بلاي ستيشن 4، إكس بوكس وان، وعلى مايكروسوفت ويندوز من خلال إيبك غيمز ستور.

## روابط خارجية
مورتال شيل على موقع IMDb (الإنجليزية)